# Cerro de Hueytepec
Cerro de Hueytepec är en ort i Mexiko.   Den ligger i kommunen Tecolutla och delstaten Veracruz, i den sydöstra delen av landet, 240 km öster om huvudstaden Mexico City. Cerro de Hueytepec ligger 42 meter över havet och antalet invånare är 156.
Terrängen runt Cerro de Hueytepec är platt. Runt Cerro de Hueytepec är det ganska glesbefolkat, med 32 invånare per kvadratkilometer. Närmaste större samhälle är Gutiérrez Zamora, 18,7 km norr om Cerro de Hueytepec. Omgivningarna runt Cerro de Hueytepec är en mosaik av jordbruksmark och naturlig växtlighet.